# Dolenje Jesenice
Dolenje Jesenice – wieś w Słowenii, w gminie Šentrupert. W 2018 roku liczyła 55 mieszkańców.